# Герб Норвегії
Герб Норвегії — один із найстаріших європейських гербів. Він бере свій початок від герба королівської сім'ї. Сучасний варіант офіційно використовується (у вжитку) з 20 травня 1992.

## Історія герба
Хаакон Старий використовував щит з левом. Перші відомості, що збереглися, про його кольори містяться в Королівській сазі, написаній в 1220 році.
У 1280 король Ерік Магнуссон додав корону і срібну сокиру до зображення лева.
Дизайн герба послідовно мінявся впродовж довгих років. У пізньому середньовіччі ручка сокири поступово подовжувалася, сокира стала схожа на алебарду. Ручка зазвичай була зігнута згідно з формою щита або монети. Офіційно алебарда була замінена сокирою указом короля в 1844 році. У 1905 році вид герба для короля і уряду знов був змінений, повернений середньовічний зразок, з трикутним щитом і левом, що стоїть вертикально. Відповідальним за цей малюнок був художник Еліф Петерсен. Спрощений вигляд був представлений в 1937 і злегка змінений з дозволу короля 20 травня 1992 року.
Щит завжди зображають увінчаним королівською короною. Проте під час Другої Світової Війни Квіслінг ухвалив рішення використовувати герб без корони як офіційний.

## Королівський герб
Окремим королівським Указом від 30 грудня 1905 вводився королівської герб Норвегії, який повинен був стати особистим гербом голови держави, і відрізнявся від Державного герба тим, що некоронований норвезький гербовий щит розташовувався на тлі пурпурової на горностаї мантії, із золотою бахромою, коронованої норвезькою королівською короною. Щит оточувал ланцюг ордена Св'ятого Олафа.

## Галерея

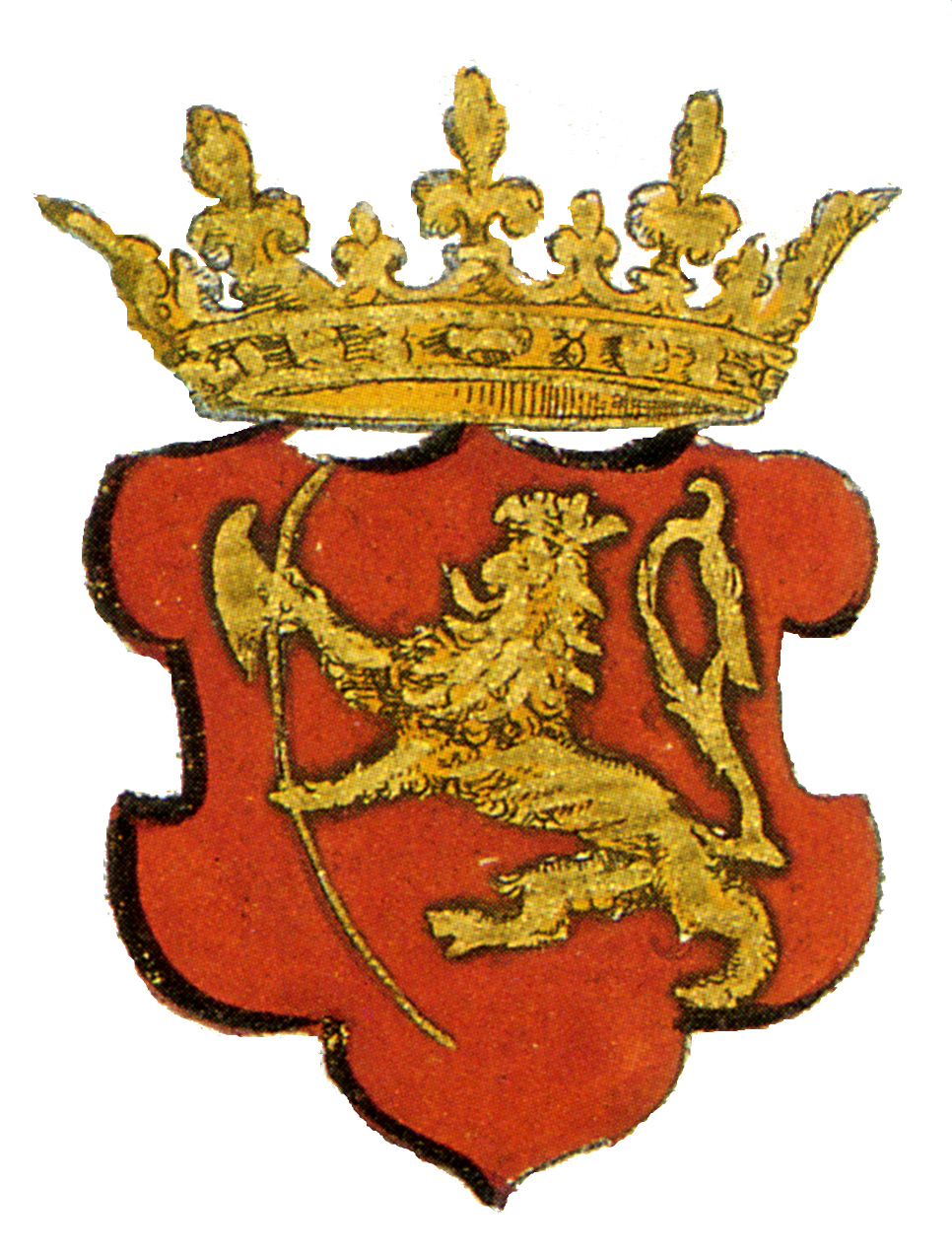
1580
1733
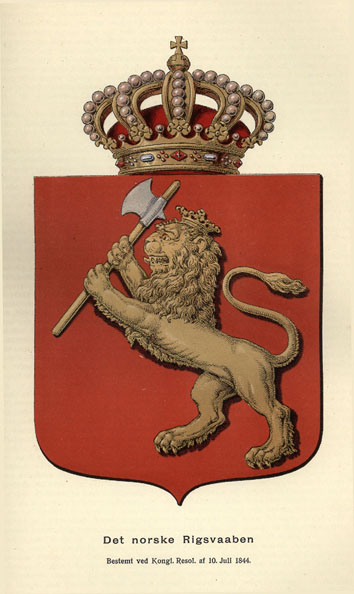
1844 — 1905
1905 — 1937